# Isla de las Esculturas
La isla de las Esculturas (en gallego: illa das Esculturas), también conocida como isla del Covo, es un parque e isla situados cerca de la desembocadura del río Lérez, en la ciudad de Pontevedra. Tiene una superficie de 70 000 m² (130 000 m² con el vecino parque de la Familia al otro lado del canal interior) y está conectada a ambas orillas del río por pasarelas y puentes peatonales. Es el mayor y más importante museo al aire libre de Galicia y uno de los más importantes de España.
La isla acoge una destacada muestra internacional de land art. Hay entre otras esculturas un laberinto de 2 m de altura, un menhir de granito rosa de 5 m de altura en un cruce de caminos o una casa flotante sobre el río Lérez en el fondo de la isla.

## Historia
La isla se formó en el río a partir de los sedimentos transportados por el Lérez depositados en ese lugar por la gran cercanía del río del nivel del mar y su pérdida de fuerza para arrastrar los sedimentos. Al principio, se formó una llanura intermareal, pero el Lérez encontró este obstáculo en su camino hacia la ría de Pontevedra y buscó otra ruta alternativa, abriendo así un canal por el lado derecho.
La isla permaneció en estado silvestre hasta 1997, cuando fue transformada en parque. Posteriormente, se llevó a cabo un proyecto de puesta en valor de este espacio, con la creación de obras de arte contemporáneo por parte de 12 artistas de renombre internacional, que tomaron como tema central el granito de Galicia y la relación del hombre con su entorno. Se trata del ejemplo más importante de land art, una tendencia del arte contemporáneo, en Galicia. El proyecto se inauguró oficialmente el 29 de julio de 1999.
En 2011 debido a la erosión en las orillas de la isla por las corrientes del río Lérez hacia el mar, se construyó una escollera de medio kilómetro para proteger su orilla este.

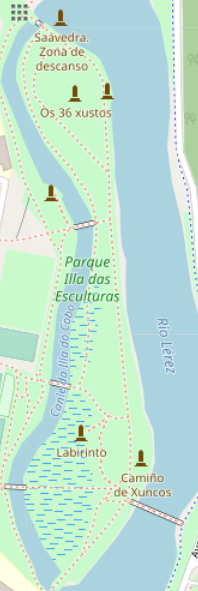
Mapa

## Descripción
La isla, declarada espacio natural protegido, tiene casi un kilómetro de longitud y forma alargada. Cuenta con una zona de juncos, praderas, un pequeño bosque de eucaliptos en el norte, un paseo principal y senderos secundarios. Tres puentes de madera cruzan el canal interior y una pasarela atirantada sobre el río Lérez la conecta con el Paseo del Lérez. En la isla hay 12 esculturas de granito de artistas internacionales.
En la isla de las Esculturas suben las mareas y es utilizada por muchas aves como lugar de cría. Es un espacio protegido declarado lugar de importancia comunitaria (LIC). Situada cerca del Campus Universitario de Pontevedra, la isla también es utilizada por muchas personas como lugar de paseo o entrenamiento deportivo. Al oeste de la isla, al otro lado de su canal interior, se encuentra el Parque de la Familia, que alberga un parque infantil inaugurado en 2012 con diversos elementos de juego construidos en madera de robinia.

### Esculturas
Los autores internacionales y sus obras escultóricas presentes en la isla son:
- El italiano Giovanni Anselmo con Cielo acortado.[24] Se trata de una columna de granito negro de Campo Lameiro de un metro y 20 centímetros de altura que representa el infinito[19] y el espacio entre el cielo y la tierra. La obra de Pontevedra es una variante de una serie en la que Anselmo experimentó con diversos materiales desde su primera obra Cielo accorciato (1969-1970). Aunque abstracta, está vinculada a los elementos más fundamentales del paisaje (cielo y tierra), explorando la paradoja de su posible integración en cualquier espacio abierto, manteniendo su identidad. El cielo se evoca conceptualmente como una sugerencia del infinito irrepresentable, creando una conexión paradójica y abstracta con el entorno.[25]
- El alemán Ulrich Rückriem con un monolito de granito rosa que recuerda las tradiciones gallegas. Es una estela de 5 metros de altura en un cruce de caminos. El monolito aislado, tallado y reensamblado, se erige en la intersección entre el paseo principal que bordea un lado de la isla y el sendero que asciende por el otro. Las líneas de corte, convertidas en líneas de unión, son irregulares y finas, marcadas por pequeños agujeros dejados por las cuñas de acero utilizadas para partir la piedra. La obra y el terreno llano de la isla conforman una geometría elemental. Con su extrema sencillez, aislamiento y verticalidad, ofrece una representación precisa de un marcador de posición en una encrucijada. [26]
- El estadounidense Robert Morris creó el Laberinto de Pontevedra. Recrea con él el petroglifo más antiguo de Europa: el laberinto de Mogor situado en Marín. Es circular, de dos metros de altura y rematado por una cubierta de pizarra negra. El motivo del laberinto es un tema central en los petroglifos gallegos. El laberinto de Morris está construido con losas de granito local y sus paredes están destacadas en la parte superior por un borde negro azulado. En su interior, los intensos contrastes de luz y sombra evocan el dramatismo de las leyendas vinculadas a los laberintos.[27] El laberinto representa la alegoría de la vida, en la que se sabe cuándo se entra pero no cuándo se sale. Tiene paredes de dos metros de altura con muy poco espacio entre ellas, representando la opresión a veces presente en la vida.[19]
- El portugués José Pedro Croft con una casa construida en granito gris de Mondariz. Es una construcción de 3,20 metros de altura, sin puertas ni ventanas, que se mimetiza con la naturaleza que la rodea. En sus muros hay incrustado el tronco de dos robles como símbolo de la naturaleza en movimiento. La casa refleja el pequeño mundo que el hombre se construye dentro de la casa que es la naturaleza[28] y evoca las casas rurales absorbidas por la naturaleza. La casa, sólida e impenetrable, sin puertas ni ventanas, cuenta con dos cavidades donde los troncos de los árboles, entre los que fue construida, encajan perfectamente. Esta fusión entre la estructura viva y la construida evoca ciertas pinturas cubistas, como Casas en L'Estaque de Georges Braque, en las que los volúmenes de los objetos parecen fusionarse sin distinción.[29]
- La estadounidense Jenny Holzer, que instaló ocho bancos de granito gris en el paseo central de la isla, con doce frases o aforismos de intención reflexiva inscritos en cada uno. Los ocho bancos dan al arte una utilidad cotidiana.[30] La lista de truismos de la que la artista seleccionó los utilizados en la isla fue creada entre 1987 y 1989. Consiste en frases breves, formuladas con la apariencia anónima de proverbios, que a menudo evocan la sabiduría ancestral. Los aforismos varían, siendo a veces humorísticos y en otras ocasiones desencantados. No existe una jerarquía entre ellos sino que están dispuestos estrictamente en orden alfabético.[31]
- El inglés Richard Long con Pontevedra Line, creó un pequeño muro de 37 metros de largo en línea recta, realizado con trozos de granito blanco, que evoca la idea del paseo como acción y pensamiento. Long ensambló meticulosamente las diecisiete toneladas de piedra que forman la línea, seleccionando cada una con precisión.[19] Esta línea sigue el recorrido de un sendero que los visitantes trazaron de manera natural, conectando el camino principal que corre a lo largo de una orilla con la orilla opuesta. La elección de la línea no fue arbitraria; su ubicación en el sendero creado por los propios visitantes refleja el trazado espontáneo generado por su caminar.[32]
- El escocés Ian Hamilton Finlay con tres medallones de pizarra verde colgados de eucaliptos, realizados en granito verde, con la inscripción Petrarca y números romanos correspondientes a sonetos. Se trata de un conjunto de tres medallones de pizarra verde grabados con el nombre del poeta italiano y el número romano de un soneto en cada pieza: Petrarca XXXV, Petrarca CXXXII y Petrarca CCCX. Finlay invita al espectador a buscar y descubrir lo que esconde esta clave numérica. Son versos de amor y soledad con los que el espectador entra en comunicación. Los medallones están situados en tres eucaliptos de cinco metros de altura, cada uno orientado hacia un punto cardinal distinto para jugar con el sol a diferentes horas del día.[33] Los medallones de granito evocan cantos de soledad donde la naturaleza acompaña el sufrimiento del amor.[34]
- Los franceses Anne y Patrick Poirier con Folie o Petit paradis pour Pontevedra, un jardín de 3.000 metros cuadrados, fuera de la isla (en el parque de La Familia) para ser contemplado desde ella. La obra está hecha de acero inoxidable, granito gris, plantas y arbustos.[4] Un sendero a lo largo de la ribera del canal de la isla está flanqueado por piedras y una vegetación variopinta (magnolias, camelias, tulipanes, lirios, rododendros), mientras una cortina de bambú aísla el conjunto del bullicio urbano. La obra es un recorrido simbólico, marcado por cuatro arcos transparentes compuestos de volúmenes sencillos de malla de acero, que sirven de soporte a plantas trepadoras. La disposición ligeramente descuidada de los arcos contrasta con la rigidez de su estructura geométrica. En cada umbral, una palabra grabada en piedra guía hacia la jaula vegetal o sala de malla metálica del Hortus conclusus, donde un monumental cerebro de piedra se erige en el centro, emergiendo de las profundidades de la tierra y que simboliza la celebración de la memoria individual y colectiva. Entre los pilares de cada arco, una losa de granito presenta una palabra en gallego para la meditación: esquecemento (olvido), rescendo (olor agradable), soidade (soledad), soños (sueños). Estas palabras representan las etapas o umbrales de una experiencia espiritual y sensorial.[35]
- El estadounidense Dan Graham con Pyramid. La pirámide de granito rosa tiene 1,9 metros de altura, se duplica en las aguas del río y contiene tres pirámides invertidas talladas. La obra busca el efecto de refracción de la luz y el granito está pulido para conseguirlo, jugando con la luz en la superficie pulida y la sombra en las partes huecas. La pirámide está colocada cerca del agua del río para obtener el reflejo del agua como si fuera una pirámide doble.[36] Es un homenaje contemporáneo a la pirámide como una de las formas más antiguas de la historia.[37]

Los artistas españoles y sus obras son:
- Fernando Casás Estarque representa Los 36 justos que sustentan el mundo de la tradición hebrea mediante 36 bloques de granito negro, como troncos de un bosque talado y devastado, distribuidos por el propio bosque de la isla. La obra consiste en 36 bloques de granito negro de distintas alturas, cubriendo una superficie de 4.000 metros cuadrados. El artista juega con la analogía y el contraste entre los troncos lisos, altos y claros de los eucaliptos, cuya corteza se desprende en largas tiras verticales, y los robustos troncos oscuros de granito, con su textura anillada. Esta interacción entre elementos vivos y muertos, naturales y artificiales, crea un diálogo entre ambos tipos de bosques, ambos creados por la mano humana pero con propósitos muy distintos. Las columnas de granito negro, cortas, truncadas e irregulares, evocan una corteza rugosa que recuerda un bosque fósil, petrificado tras un cataclismo. La escultura de Casás se mimetiza con la naturaleza, colocando estos troncos de piedra entre los eucaliptos como una denuncia de la destrucción del bosque autóctono gallego. Los eucaliptos, con su dominancia, impiden el desarrollo de otras formas de vegetación. Los troncos de piedra representan los treinta y seis guardianes de la naturaleza, cuya presencia humilde pero firme lucha por mantener el equilibrio. Son un símbolo de esperanza y una llamada a prestar atención constante al medio ambiente.[40] A través de la representación simbólica de troncos seccionados e incluso quemados, se evoca una antigua tradición hebrea que habla de 36 personas, todas distintas en origen, clase, raza o religión, elegidas para sostener el frágil equilibrio entre la vida y la muerte.[19]
- Francisco Leiro con Saavedra, Zona de descanso instaló un salón en una balsa anclada en el río Lérez, al final de la isla. Esta obra es conocida popularmente como La Batea.[41] Saavedra convierte un espacio familiar en un espacio inalcanzable e incómodo.[30] El nombre utiliza el significado etimológico de la obra, Sala vieja y recrea con un aire surrealista una sala de estar de granito flotando en el río.[42] En el salón flotante, el mobiliario básico (un sofá rinconero y una estantería) está esculpido en granito y colocado sobre una balsa, situada a pocos metros de la orilla, en la parte más lejana de la isla. El autor explora el tema del desplazamiento y la inadecuación en múltiples niveles, evocando la imagen de las bateas mejilloneras con la balsa, mientras que los dos conos de granito negro de la estantería evocan el queso gallego de tetilla. Este conjunto refleja el deseo de vivir en la naturaleza sin renunciar a las comodidades urbanas, o la simplicidad anónima del hábitat humano reducido a su esencia más elemental. El agua actúa como un medio de desplazamiento que transforma la vida cotidiana; al alejarse de la orilla, se vuelve sutilmente extraña, permitiendo percibir súbitamente su banalidad y su desconcertante desnudez.[43]
- Enrique Velasco, con un doble Camino de Juncos (Xaminorio Xunquemenes Abay) en la orilla del río mostrando la ductilidad y flexibilidad del granito. La obra rinde tributo a la naturaleza pantanosa de la isla y sus juncos y a los canteros pontevedreses, mientras explora el simbolismo numérico. La estructura comprende dos caminos de granito que se alzan a lo largo de la ribera del río, quedando por debajo del nivel del paseo central de la isla. Como contrapunto visual al paseo arbolado del otro lado del río, la creación presenta dos largas y estilizadas estructuras de granito elevadas. Una es maciza y la otra hueca para albergar hierba baja. Ambas estructuras, con terminaciones con formas cuadradas, se acercan en ángulo oblicuo sin llegar a encontrarse, formando un triángulo abierto.[34] Los caminos de granito encarnan la noción de que la vida es un camino. Los bloques de granito no están unidos con cemento y respetan la vida subterránea de las especies animales, de ahí que ambas sendas se eleven a 90 centímetros sobre el suelo, una altura similar a la de los juncos que crecen a su lado, lo que da la impresión de que los caminos "flotan" sobre un mar de junqueras.[22] La obra remite a la memoria y a las experiencias vividas a orillas de este río, donde el tiempo y el agua entrelazan historias personales y colectivas.[19]

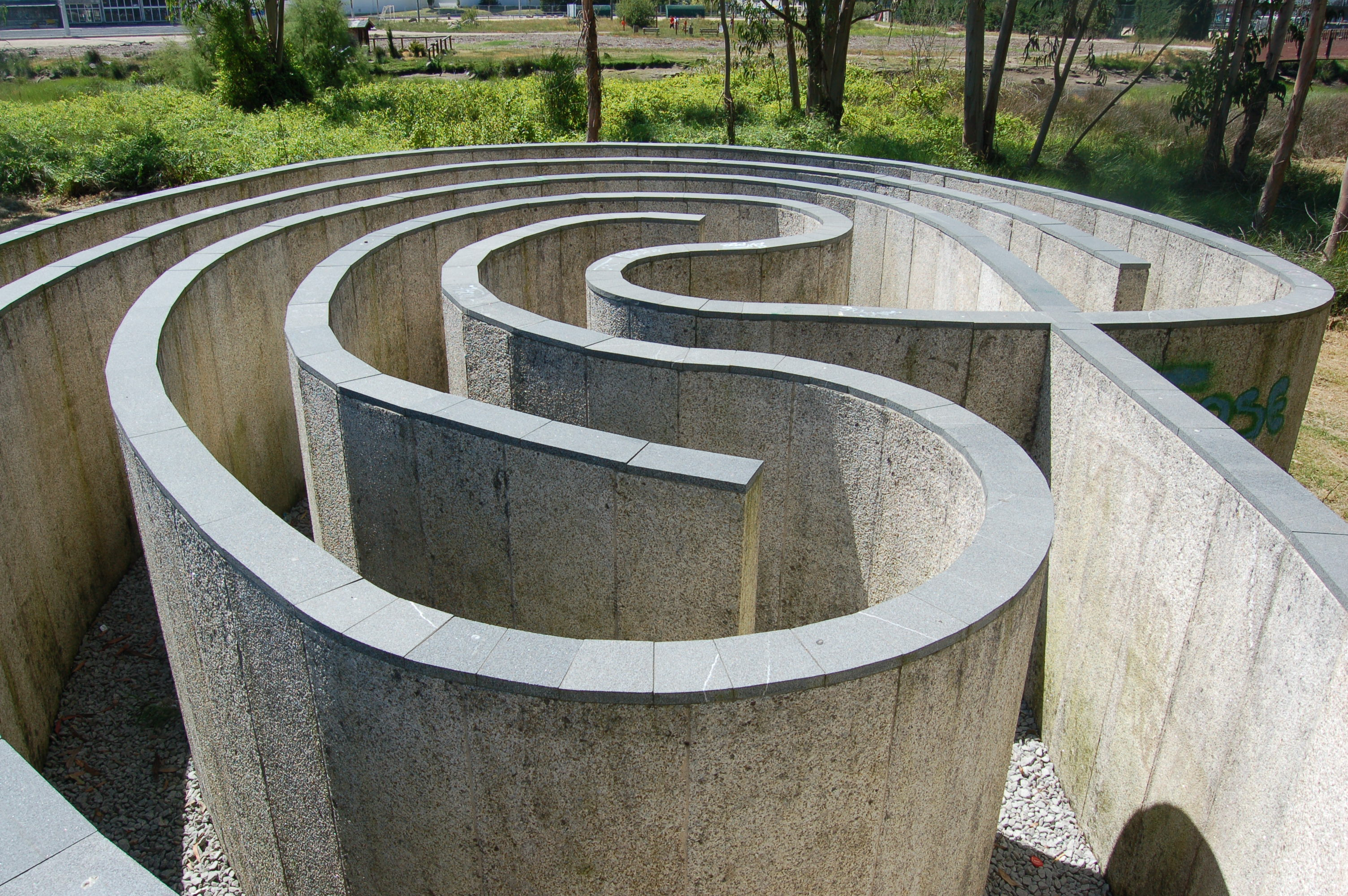
Laberinto de Pontevedra de Robert Morris
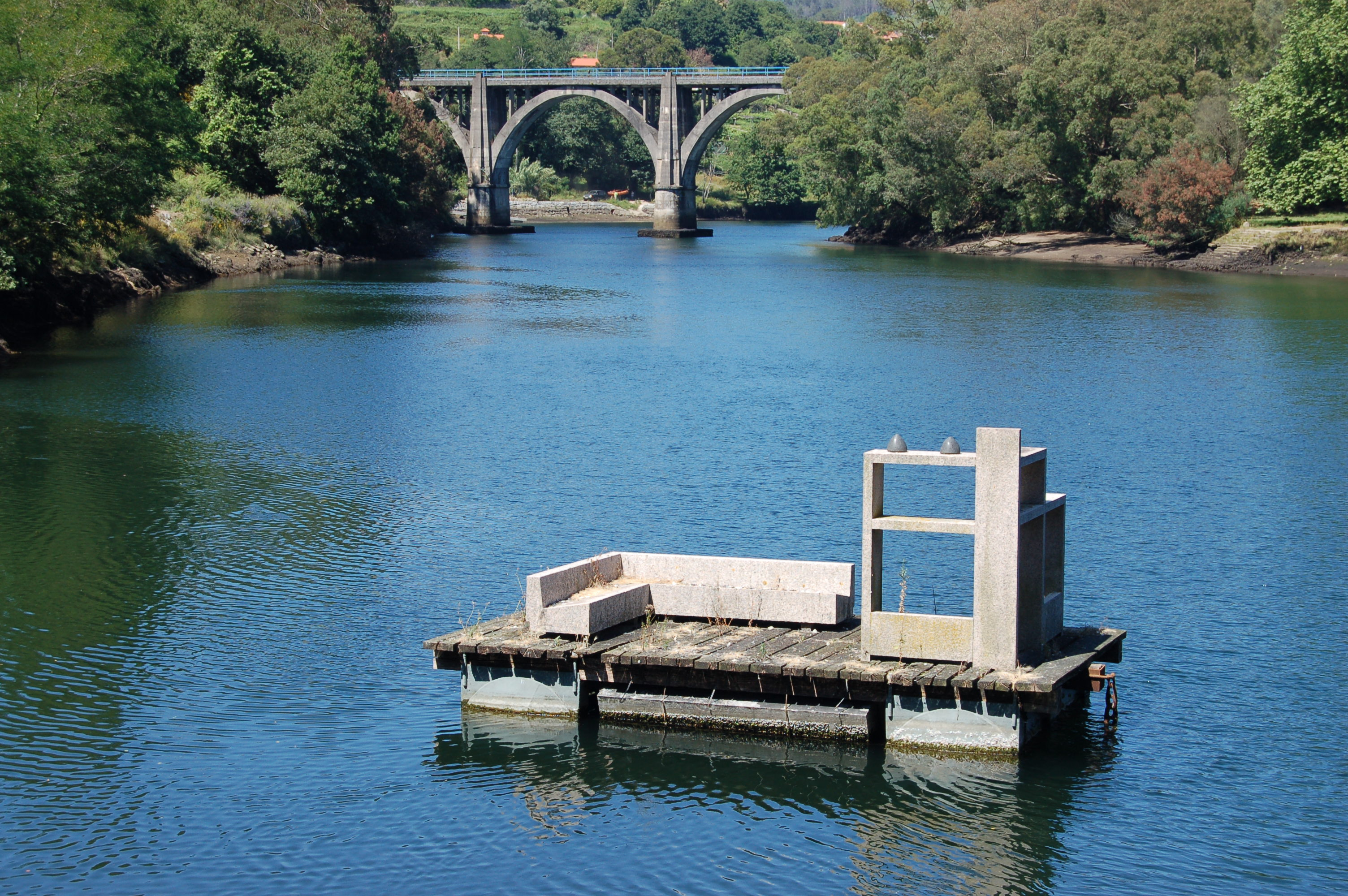
Saavedra, de Francisco Leiro, batea flotante
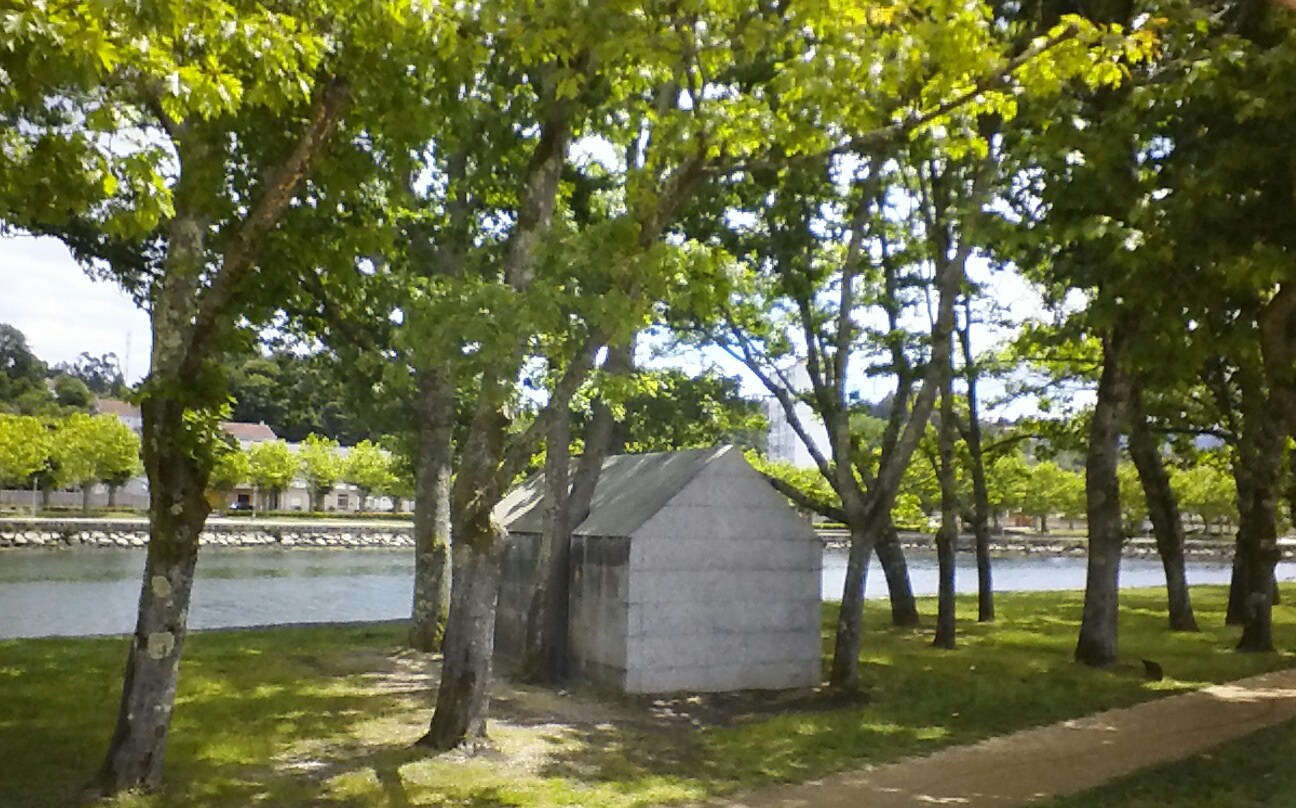
Casita de José Pedro Croft
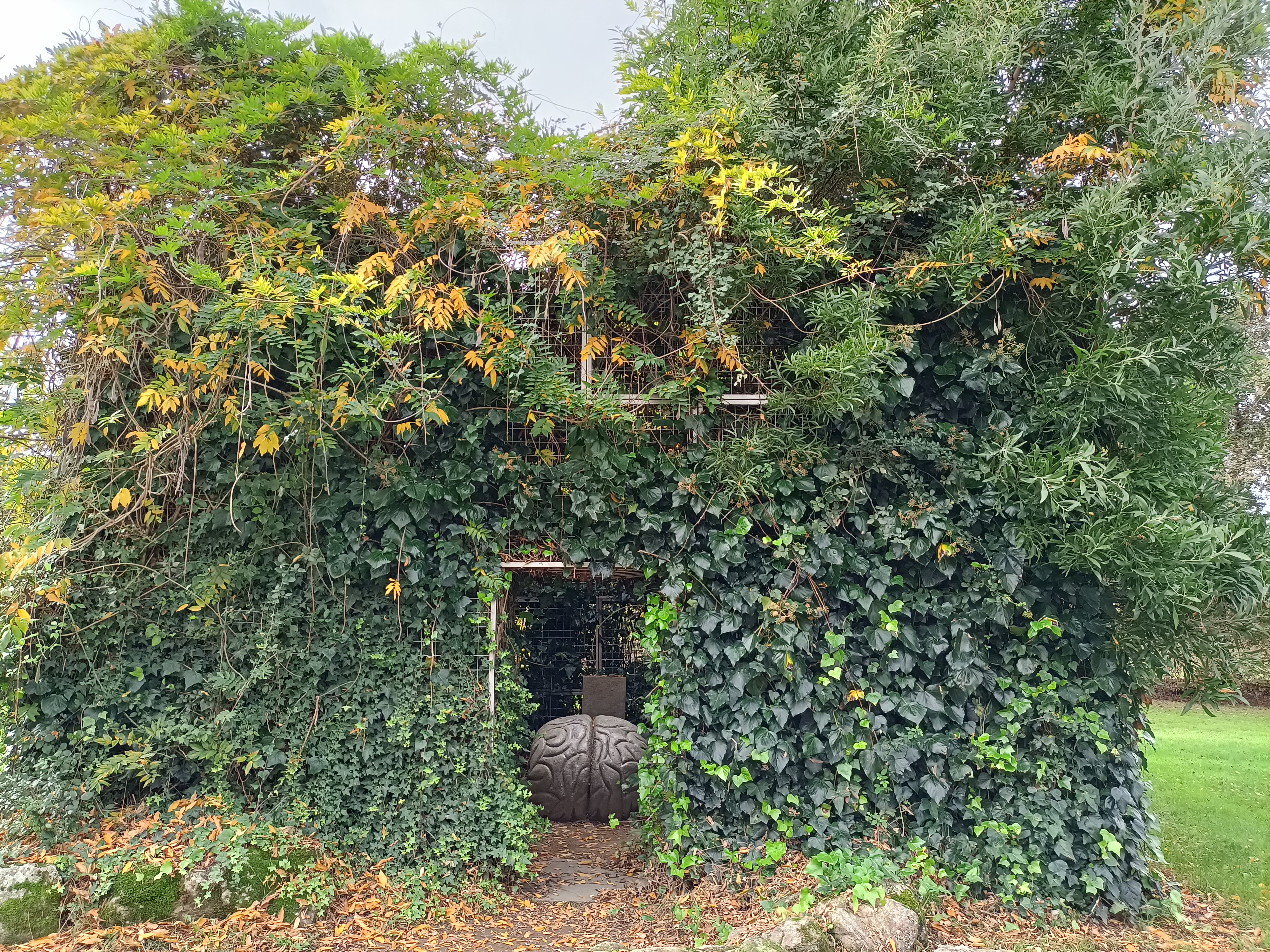
Folie de Anne y Patrick Poirier, Hortus conclusus.
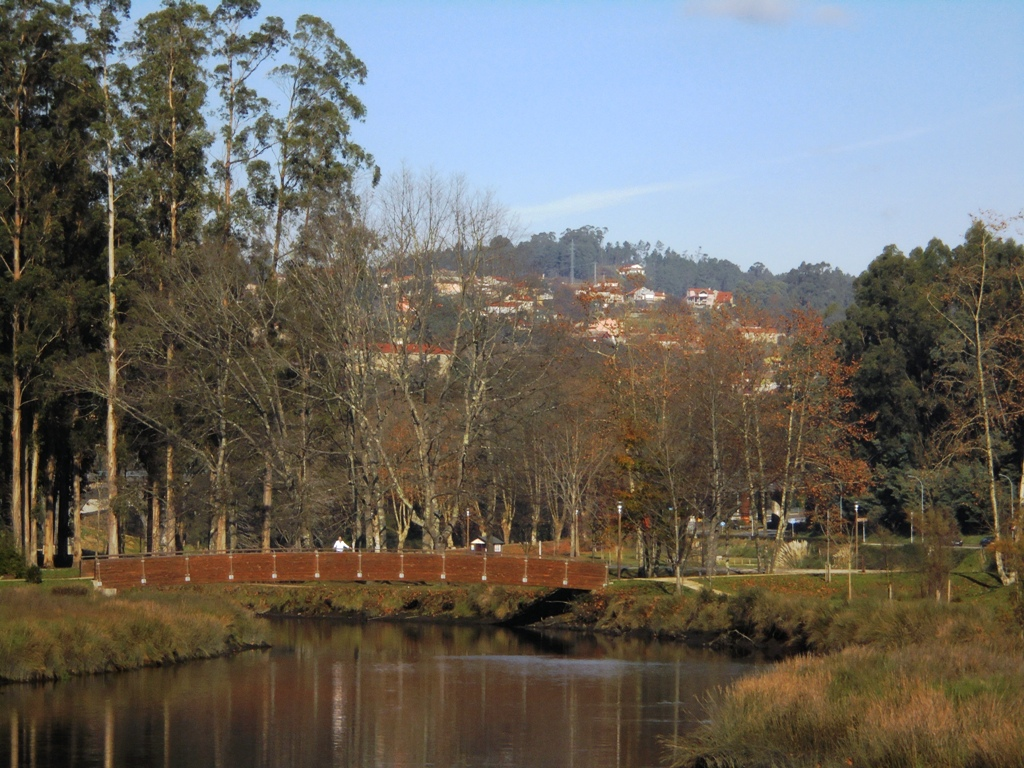
Puentes sobre el canal de la isla
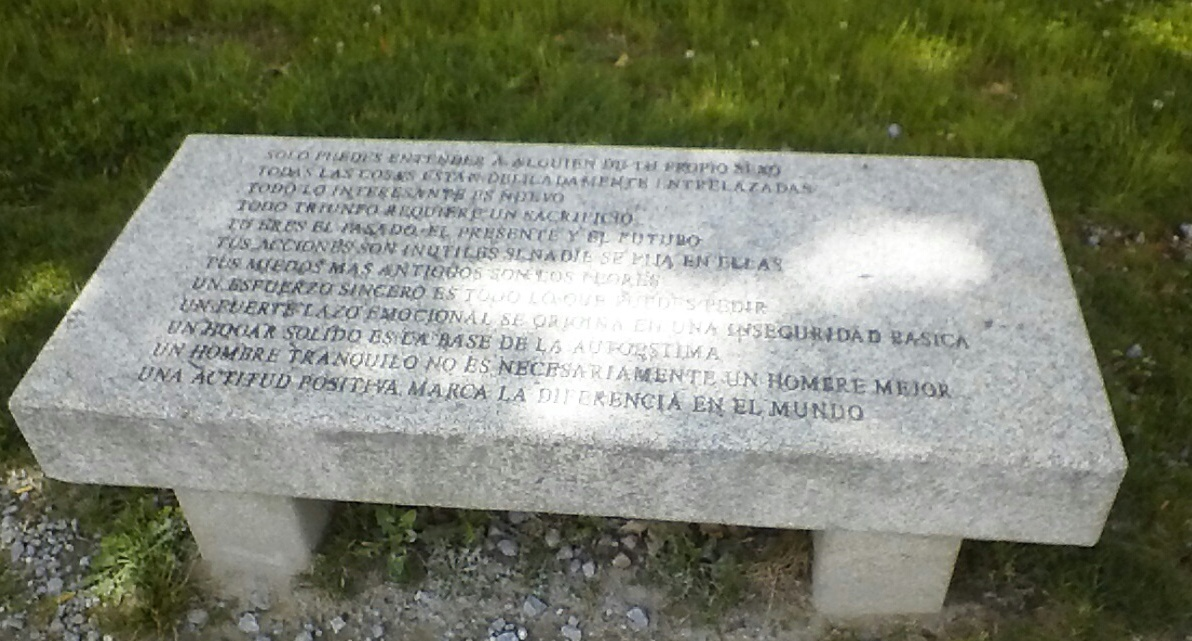
Banco de Jenny Holzer
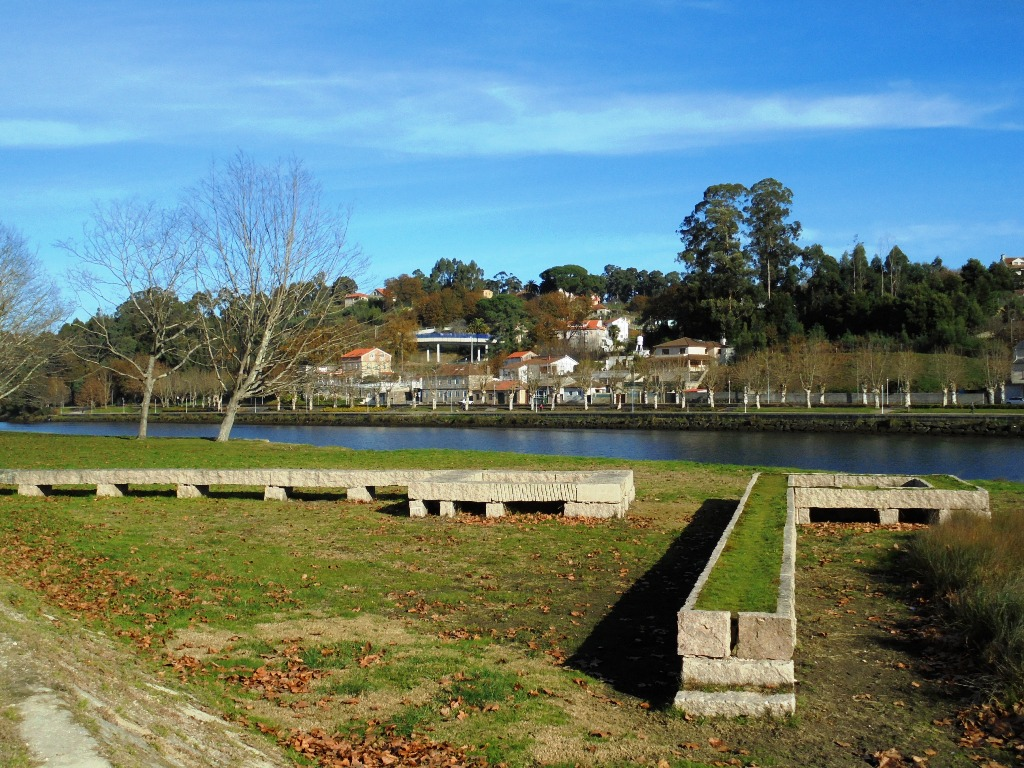
Camino de juncos de Enrique Velasco
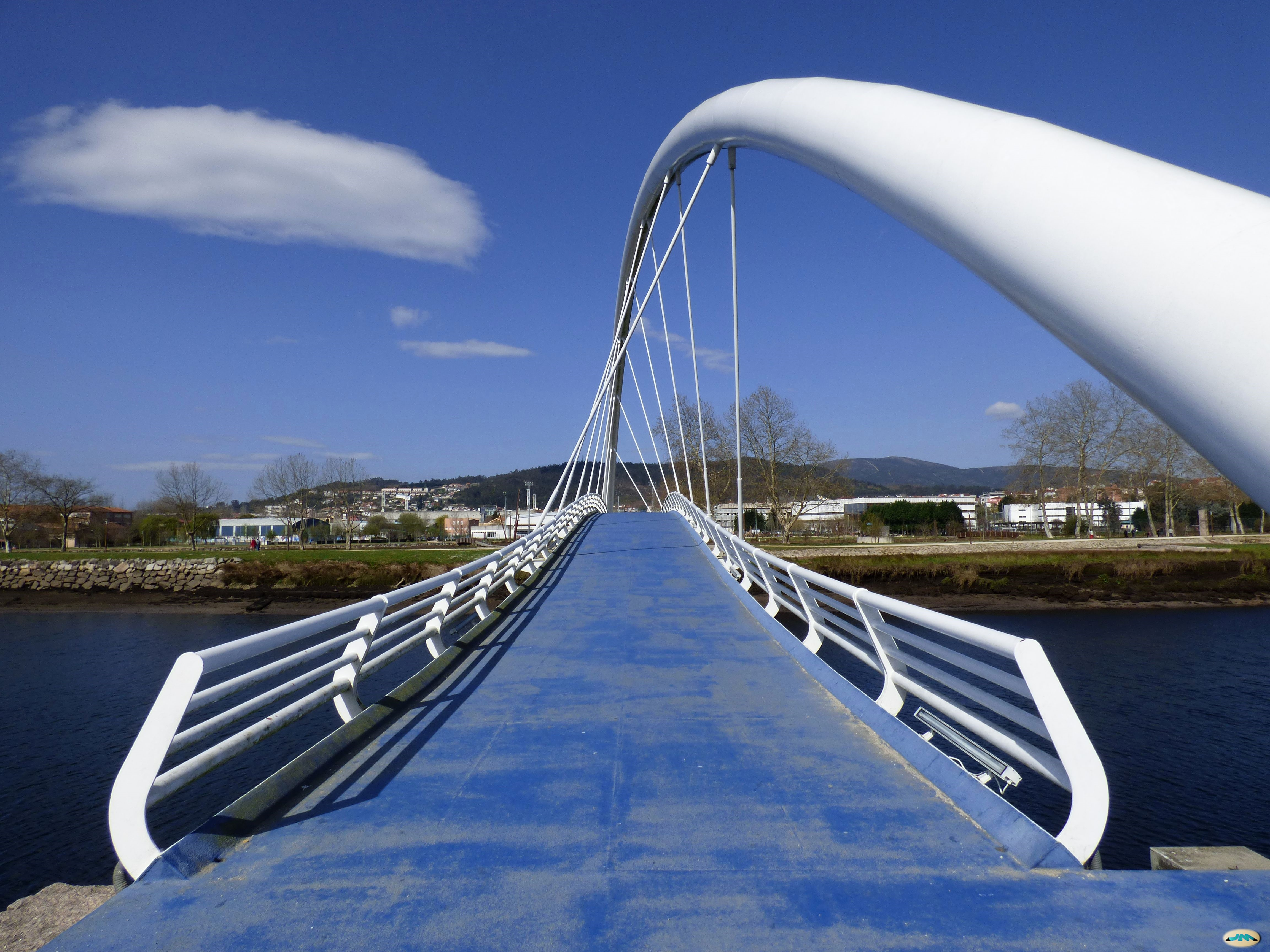
Puente peatonal atirantado de aceso a la isla

## Cultura
En la Isla de las Esculturas se celebra todos los meses de junio desde 2013 el festival de música Surfing the Lérez. Además, en la isla se celebran diversos eventos, como el Campeonato de Europa de Ciclocross, programado para noviembre de 2024.